# Nilsiberg
De Nilsiberg, Zweeds - Fins: Nilsivaara, is een berg in het noorden van Zweden. De Nilsiberg is 596 meter hoog, is begroeid en ligt in gemeente Kiruna op minder dan 20 km van Treriksröset, het drielandenpunt met Finland en Noorwegen, bij de plaats waar de Nilsirivier de Kummarivier instroomt.